# 猛虎嶼
24°23′50.8″N 118°11′33.48″E / 24.397444°N 118.1926333°E
猛虎嶼，本名虎仔嶼，隸屬於中華民國福建省金門縣烈嶼鄉。1960年，中華民國改為現名。在其地圖文件等，中華人民共和國仍稱“虎仔嶼”。
該島行政區域為中國福建外海島嶼，在金門縣烈嶼鄉的西南邊3.7公里處。，地處大膽島與小金門（烈嶼）連線中點，自國共內戰時期起即為中華民國所管轄之戰地前線島嶼，迄今仍為中華民國國防部依據《要塞堡壘地帶法》所實施軍事管制區域。

## 命名歷史
猛虎嶼原名虎仔嶼，為烈嶼當地民眾沿襲使用之島名，命名來自於東南角之附屬礁岩狀似張口俯臥之虎首。1958年發生八二三砲戰，時任行政院政務委員與退除役官兵輔導委員會主任委員的蔣經國屢次親赴金門周邊前線島嶼據點；為求振奮守軍士氣，1960年正式改虎仔嶼為今名，同時將覆鼎嶼改名復興嶼、鼠嶼改名獅嶼。中華人民共和國不承認此次改名，在其官方文件與地圖等仍沿用舊名。

## 地理與戰略地位
猛虎嶼距離中華人民共和國廈門之距離雖然不比大膽島、二膽島，但其仍相當接近廈門。該島由一主體與東南角一大型附屬礁岩所組成，面積約為0.025平方公里。猛虎嶼之主體海拔高度接近五十公尺，地勢高聳、幾乎為峭壁所圍繞，為傳統戰術考量上易守難攻之重要地點。猛虎嶼扮演扼守廈門灣南線水道（亦即廈門港聯外水路）之角色時，可以發揮中程火力支援與固守補給路線之功能。
台湾海峡进出厦门港翔安港区的船只使用猛虎嶼和大膽島间的刘五店航道进入厦门岛东侧的厦门东侧水道。中华民国交通部于2015年12月16日开放刘五店航道金门水域航段。

## 人文
島上並無常住居民，僅有中華民國軍隊駐守，人文活動只能從載於中華民國國軍刊物的少數報導與散文發掘。島上一如金門各地長期之戰地經營結果，由地下通道連結各個槍炮陣地。因軍事管制之因素，一般民眾無法登島，僅能由海上船隻遙望島上之大型標語與少數地面建物。

## 交通
島上僅有簡易碼頭，碼頭旁之峭壁刻有1973年端午節時參謀總長賴名湯上將題字之「以猛虎之精神殺敵報國」大型標語。定期由中華民國軍方派遣船隻往返大小金門之各碼頭，通常僅供駐軍人員流動與物資運補之用。因地勢高聳，島上可運用各類無線電、旗號、通訊衛星等與周邊軍民聯繫。